# サラーウット・カンラヤーナバンディット
サラーウット・カンラヤーナバンディット（英: Sarawut Kanlayanabandit、タイ語: สราวุธ กัลยาณบัณฑิต、1991年5月27日 - ）は、タイ・ルーイ出身のサッカー選手。タイ・リーグ1・サムットプラーカーン・シティFC所属。タイ代表。ポジションはディフェンダー。

## 来歴

### クラブ
2013年、ムアントン・ユナイテッドFCへ加入した。

## 所属クラブ
ユース経歴
- 2009年  ルーイ・シティFC

プロ経歴
- 2009年 - 2010年  ルーイ・シティFC
- 2010年  Raj-Vithi F.C.
- 2011年  カセートサート大学FC
- 2012年 - 2013年  TTMカスタムズFC
- 2013年 -  ムアントン・ユナイテッドFC
  - 2014年 → エアフォース・セントラルFC (期限付き移籍)
- 2016年  BECテロ・サーサナFC
- 2017年 - 2018年  パタヤ・ユナイテッドFC
- 2019年 -  サムットプラーカーン・シティFC